# François Lefort
François-Jacques Le Fort (in russo Франц Яковлевич Лефорт?, Franc Jakovlevič Lefort; Ginevra, 1656 – Mosca, 1699) è stato un militare svizzero naturalizzato russo, di origini scozzesi.
Nel 1687 e 1689 intraprese due campagne militari contro i Tatari in Ucraina e Crimea. Generale, creò la flotta russa, della quale fu ammiraglio 1694, fu consigliere privilegiato di Pietro il Grande, che lo nominò viceré del granducato di Novgorod 1696, entrò così a far parte della nobiltà russa.
Fu tra coloro che introdussero la massoneria in Russia.